# Magyar életrajzi lexikon (Gulyás)
A Gulyás Pál-féle Magyar életrajzi lexikon, alcímén Szinnyei József Magyar írók élete és munkái kiegészítő sorozata, egy csonkán maradt maradt magyar lexikon a két világháború közötti időből (1925–1929).

## Története
A bibliográfus Gulyás Pál már az 1910-es évektől foglalkozott a Szinnyei József-féle Magyar írók élete és munkái című életrajzi lexikon bővítési gondolatával, amelyet a Magyar Tudományos Akadémia is támogatott. Az első világháború és az azt követően ínséges idők miatt az Akadémia később nem tudta vállalni a sorozat kiadásával kapcsolatos teendőket. Végül az 1920-as években az abban az időben a Magyar Nemzeti Múzeum főigazgatói pozíciójában lévő Hóman Bálint rábeszélte Gulyást, hogy fogadja el a Lantos Rt. ajánlatát, amely vállalta a mű kiadását. Gulyás ebbe bele is ment, és így végül megindulhatott az egyes tervezett köteteket háromhavonként négyíves füzetekre bontó kiadás. 
A kiadási munkálatok azonban elhúzódtak, és így 1925 és 1929 között csak az I. kötet (Aáchs–Bacher) jelenhetett meg 6 füzetben. 1929-ben a gazdasági válság miatt újabb problémák jelentkeztek a kiadással, és a 7. füzetből alig másfél ívre való szöveget szedtek ki. Ezt követően a kéziratot a Kunosy-nyomda félretette, később elkallódott, és a Baintner Jánostól Baliko Lajosig terjedő rész elveszett.
Az 1930-as évek második felében Gulyásnak ismét lehetőségei nyíltak nagy műve kiadására, ebből született meg a Magyar írók élete és munkái új sorozata, amely tehát nem teljesen azonos a Magyar életrajzi lexikonnal. Kiemelendő, hogy az elveszett Baintner Jánostól Baliko Lajosig terjedő részt Gulyásnak saját bevallása szerint „csak igen tökéletlenül” sikerült pótolnia.

## Folytatások
1990-től Viczián János könyvtáros, lexikográfus folytatta a grandiózus vállalkozást – Gulyás Pál eredeti céduláit készre szerkesztve és kiegészítve. 2002-ig 13 kötetben az E–Ö betűtartományt adta közre. 
A hiányzó „P–Zs” betűtartomány – a gyakori használat nyomán rohamosan romló állagú – céduláit digitalizálva (beszkennelve) teszi elérhetővé az MTA Könyvtár és Információs Központ honlapja (Magyar írók élete és munkái. Cédulatár – gulyaspal.mtak.hu).
Az új sorozat anyaga végig elkészült, ámde – leginkább anyagi okok miatt – megjelentetése megszakadt. Viczián János 2013-as halála után több mint 10 évig pihent számítógépében megannyi kész lexikonkötet. Végül 2024-től a szerkesztő fia, Viczián Botond mérnök magánkiadás keretében (180 példányban) folytatja a jócskán kibővített adattömeg közreadását.